# Nemotelus pulchricornis
Nemotelus pulchricornis är en tvåvingeart som beskrevs av James 1974. Nemotelus pulchricornis ingår i släktet Nemotelus och familjen vapenflugor. Inga underarter finns listade i Catalogue of Life.